# Zacarías Ortiz Rolón
Zacarías Ortiz Rolón (6 de setembro de 1934 – 6 de janeiro de 2020) foi um bispo católico romano do Paraguai.
Ortiz Rolón nasceu no Paraguai e foi ordenado ao sacerdócio em 1965. Ele serviu como bispo do Vicariato Apostólico de Chaco Paraguai, no Paraguai, de 1988 a 2003 e como bispo da Diocese Católica Romana de Concepción no Paraguai de 2003 a 2013.